# Liga Oro
Die Liga Oro (auch Liga Oro 1ª División) ist die höchste Spielklasse im spanischen Floorball (Unihockey). Amtierender Meister und Rekordmeister ist CUF Leganés. Alle Mannschaften kommen aus der Autonomen Gemeinschaft Madrid.
Die besten vier Mannschaften des Hauptdurchgangs (doppelte Round Robin) erreichen die Play-offs. Im Halbfinale wird ein Hin- und Rückspiel ausgetragen, die beiden Sieger erreichen das Endspiel, das in nur einem Spiel als Superfinal ausgetragen wird.

## Mannschaften 2024/25
In der Saison 2024/25 sind acht Mannschaften in der Liga Oro vertreten:
| Mannschaft          | Heimatstadt |
| ------------------- | ----------- |
| CUF Leganés         | Leganés     |
| CDE El Valle        | Madrid      |
| Floorball Escorial  | Madrid      |
| CUF Leganés B       | Leganés     |
| Fénix San Lorenzo   | Madrid      |
| Bucardos Guadarrama | Guadarrama  |
| CUF Leganés Juvenil | Leganés     |
| UHK Madrid          | Madrid      |